# Максимычев, Дмитрий Игоревич
Дми́трий И́горевич Макси́мычев (род. 27 января 1961) — российский дипломат. Чрезвычайный и полномочный посол (2023).

## Биография
Окончил Московский государственный институт международных отношений (МГИМО) МИД СССР (1983). Владеет английским, французским и урду языками. На дипломатической работе с 1983 года.
В 2009—2011 годах — заместитель директора Департамента международных организаций МИД России.
В 2011—2015 годах — заместитель постоянного представителя Российской Федерации при ООН в Нью-Йорке (США).
В 2015—2018 годах — заместитель директора Департамента международных организаций МИД России.
С 4 мая 2018 по 20 августа 2024 года — чрезвычайный и полномочный посол Российской Федерации в Кении и постоянный представитель при международных организациях в Найроби по совместительству.

## Награды
- Медаль ордена «За заслуги перед Отечеством» II степени (18 мая 2021) — За большой вклад в реализации внешнеполитического курса Российской Федерации и многолетнюю добросовестную дипломатическую службу[3].

## Дипломатический ранг
- Чрезвычайный и полномочный посланник 2 класса (9 апреля 2013)[4].
- Чрезвычайный и полномочный посланник 1 класса (1 октября 2019)[5].
- Чрезвычайный и полномочный посол (2 октября 2023)[6].